# Freddie Brocksieper
Fritz „Freddie“ Brocksieper (* 24. August 1912 in Konstantinopel, Osmanisches Reich; † 17. Januar 1990 in München) war ein deutscher Jazz-Musiker, Schlagzeuger und Bandleader.

## Leben und Wirken

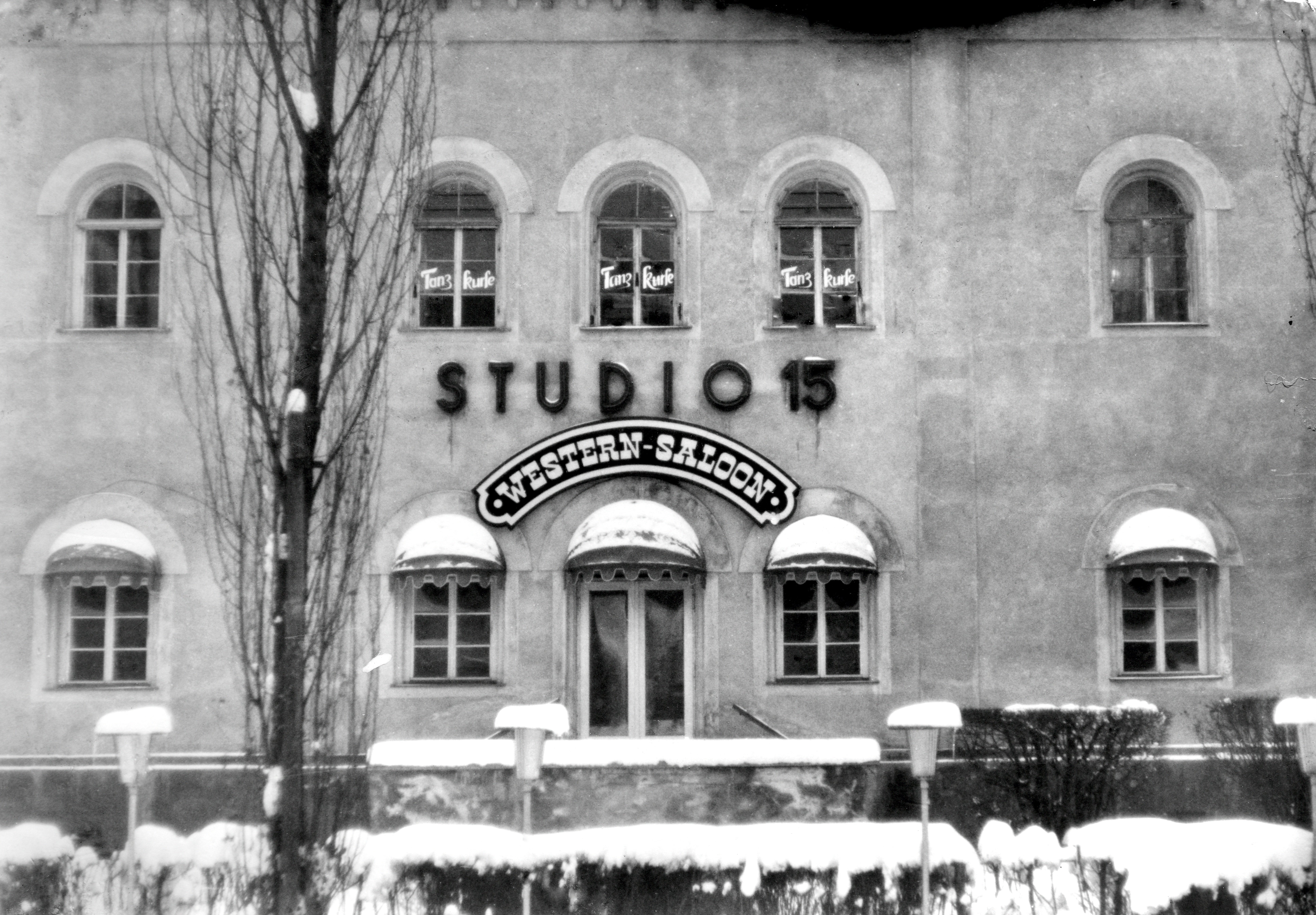
Brocksiepers Studio 15 (1958)

Ab 1930 spielte er professionell in Nürnberg, 1939 ging er nach Berlin. Er machte dort Aufnahmen mit der Goldenen Sieben (1939), mit Benny de Weille (1940) und Willy Berking (1940–1941), sowie in der nationalsozialistischen Propaganda-Bigband Charlie and His Orchestra. Seine Spielweise auf dem Schlagzeug war vor allem durch Gene Krupa geprägt.
Der Sohn einer griechischen Jüdin und eines deutschen Ingenieurs konnte als unentbehrlicher Swingmusiker den Nationalsozialismus überstehen. Freddie Brocksieper gilt als eine Hauptfigur des frühen europäischen Bigband-Jazz. Nach dem Zweiten Weltkrieg leitete er verschiedene Bands in Stuttgart, München und Berlin und spielte auch in amerikanischen Offiziersklubs. Mit seinen Bands brachte er es bis auf die Titelseite von Stars and Stripes, der Zeitung der amerikanischen Streitkräfte. Aus seinem Studio in München (Studio 15) übertrug der Bayerische Rundfunk ab 1957 regelmäßig Livekonzerte.
Ab 1964 spielte er hauptsächlich in Trios und oft mit amerikanischen Solisten in Europa. 1980 erhielt er den Deutschen Schallplattenpreis.

## Bands
- Freddie Brocksieper Bigband
- Freddie Brocksieper Quartett
- Freddie Brocksieper Quintett
- Brocksi-Quartett
- Brocksieper-Solisten-Orchester
- Brocksieper-Jazz-Ensemble
- Lutz Templins Orchester (1941–1943)
- Brocksy's Bar Sextett

## Aufnahmen unter eigenem Namen
- Shot Gun Boogie, Vol. 3
- Drums Boogie
- Freddie's Boogie Blues
- Globetrotter

## Aufnahmen alssideman
- 1937–1943: Various Artists: Swing Tanzen Verboten! German Swing, Dance and Jazz
- 1940–1944: Charlie and His Orchestra: Swing Tanzen Verboten!
- 1957: Albert Mangelsdorff/The Jazz Sextet: European Tour '57 (als Master of Ceremonies)